# 乔妮尔·史密斯
乔妮尔·安东尼·史密斯（英語：Jonielle Antoni Smith，1996年1月30日—）是一名专长于100米赛跑的牙买加短跑运动员。她在2019年世界田径锦标赛上代表牙买加队赢得女子4×100米接力金牌，同时也是100米决赛选手。